# Бродници
Бродниците (на руски: Бродники; на латински: Brodnici) е население с неясна етническа принадлежност, населявало Източна Европа през XII – XIII век.
Живеят в степните области от Южна Молдова до устието на Днепър. Говорят на руски език и са православни. Произходът им е неясен, като различни автори им приписват хазарски, румънски, славянски или смесен произход – румънско-яски, румънско-славянски или хазарско-славянски.
Бродниците се споменават многократно в руски, западни и византийски източници, като в различни периоди са съюзници на различни руски князе, на куманите или на монголците. Те са споменавани неколкократно и като съюзници на първите владетели на Второто българско царство и вероятно играят активна роля при заемането на трона от цар Иван Асен II.